# 北鹽原村
北鹽原村（日语：／ Kitashiobara mura */?）是位於日本福島縣西北部的村，隸屬於耶麻郡。轄區東南部坐落著磐梯山，東部為五色沼和檜原湖等湖泊，當地人口則集中在西部的北山地區。由於北鹽原村內擁有五色沼等自然景點，因此吸引諸多遊客前來，並發展成日本國內的觀光地之一。根據統計，2019年之前，當地每年約有200多萬名遊客到訪。而五鹽原村在對外通勤與就學上較依賴西邊的喜多方市。

## 地理

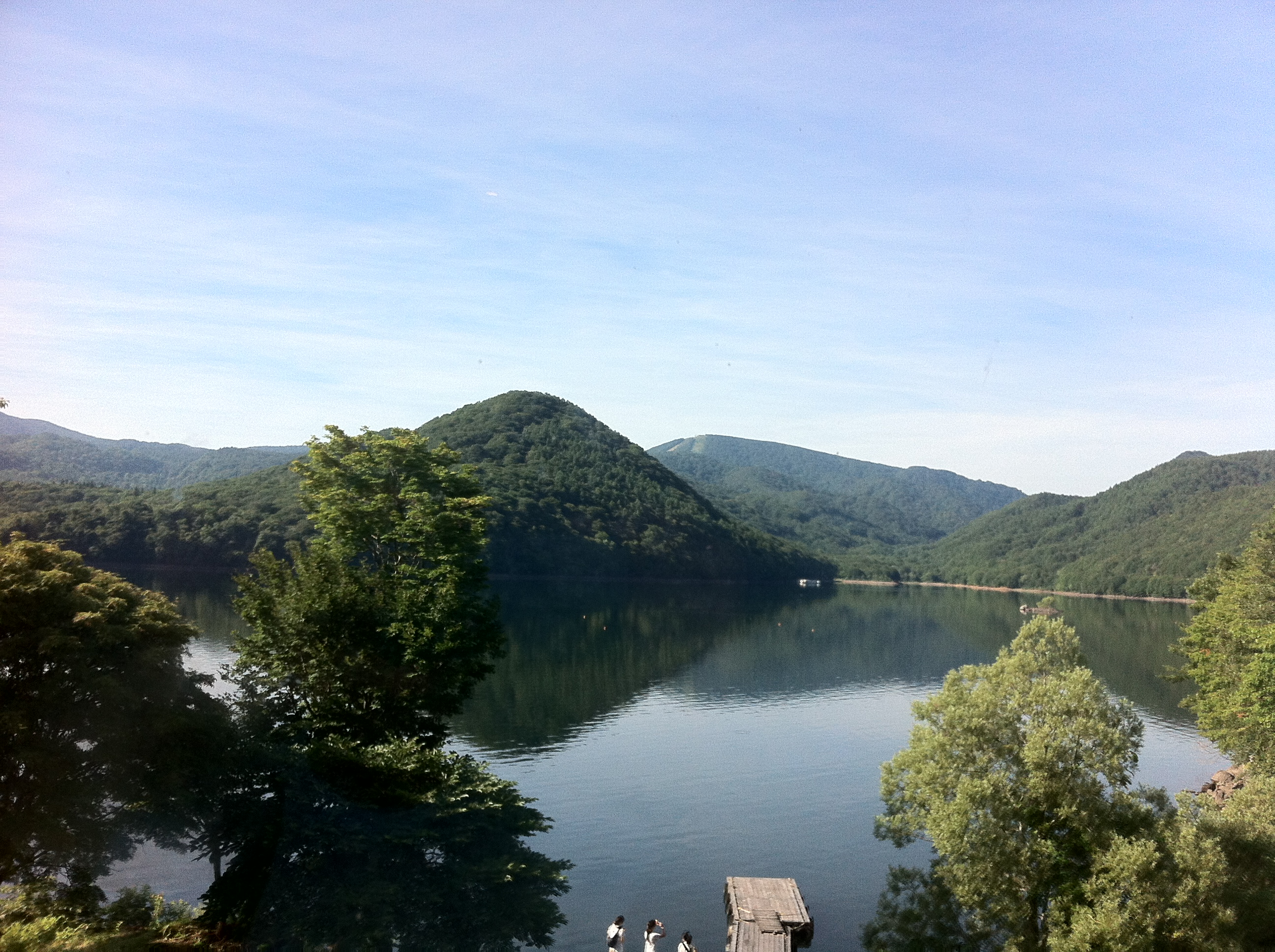
檜原湖

北鹽原村境內約85%的面積被林野覆蓋。村內大致可分為四個區域，分別是海拔200至300公尺的北山地區，海拔400至500公尺的大鹽地區，海拔800至100公尺的檜原地區，以及位於東部的裏磐梯地區（磐梯高原）。轄區東南部坐落著磐梯山，東北邊為與西吾妻山相連的山岳；東部地區則坐落著秋元湖、檜原湖、曾原湖、五色沼等湖泊和池沼，並且皆位於磐梯朝日國立公園的範圍內。發源於高曾根山的大鹽川流經町內，並在南邊的喜多方市注入阿賀野川。而當地的稻作多種植在西部的北山地區。

### 氣候

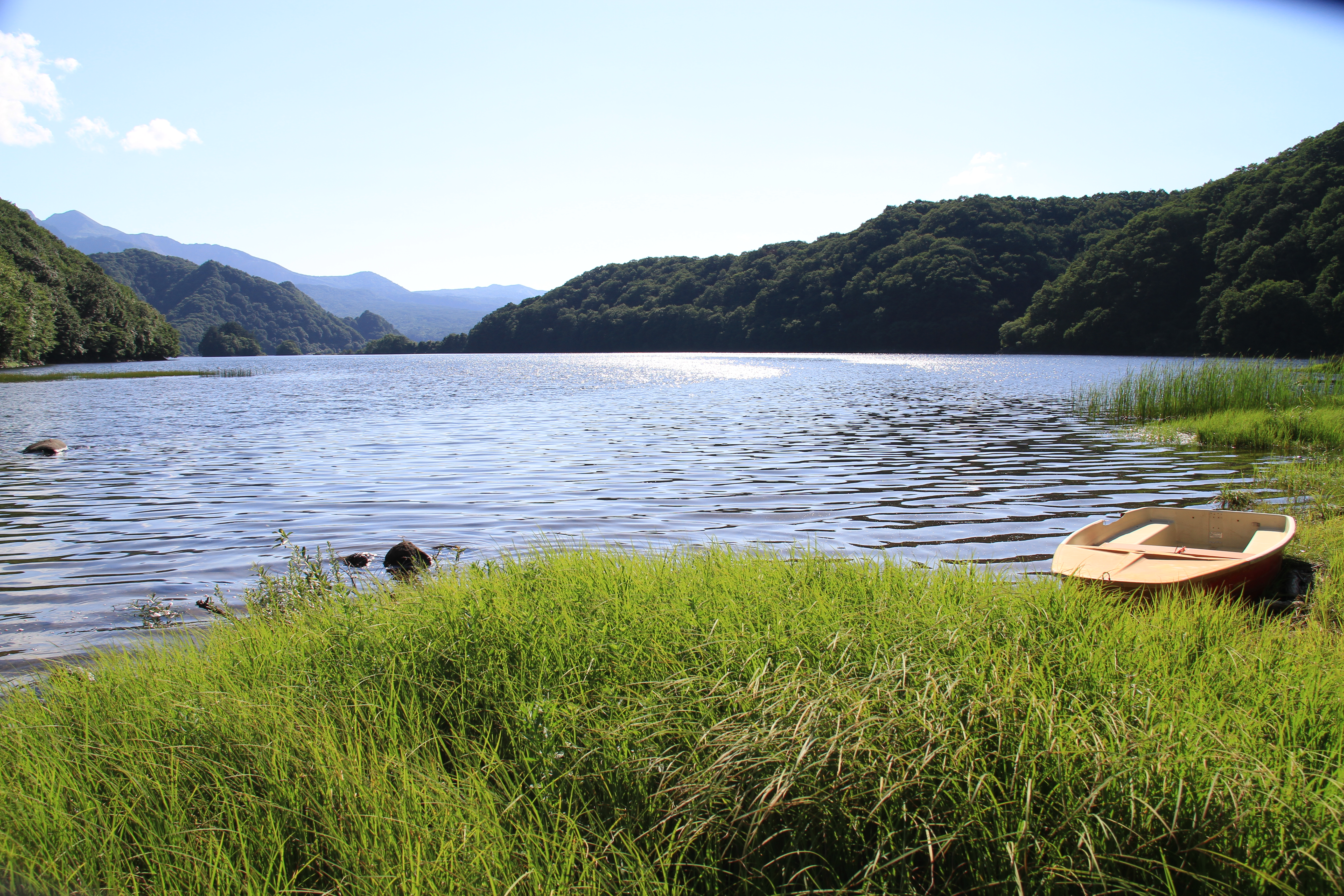
位於邊界地帶的秋元湖

北鹽原村的西部地區為盆地氣候，東部則為夏季涼爽且冬季寒冷多雪的氣候。

## 歷史
北鹽原村自古時便有人類居住，村內曾發掘出舊石器時代與繩紋時代的遺跡，現時則尚未發現彌生時代與古墳時代的遺跡。而當地在中世紀以後也有人類在此生活的相關紀錄。
根據『異本塔寺長帳』與『會津舊事雜考』的記載，位於村內的柏山城約建於戰國時代的天正12年（1584年），並推測築城者為蘆名氏第18代當主蘆名盛隆。而該城在當時則作為對抗領有米澤地區的伊達氏的防衛據點。天正17年（1589年），伊達正宗在摺上原之戰中擊敗蘆名氏，柏木城則在戰役發生的隔日淪陷，並於同年遭到廢城，其遺跡於近代被指定為日本的史跡。而位於北部的檜原地區在江戶時代作為米澤街道沿途的宿場町而相當繁榮。
明治21年（1888年），磐梯山發生火山噴發，並對檜原和裏磐梯地區造成破壞。根據災後統計，當地共有234人死亡，約占此次災害死亡人數的一半。而火山噴發出的岩屑堵住流經當地的河流，並在日後形成檜原湖等湖泊與池沼。

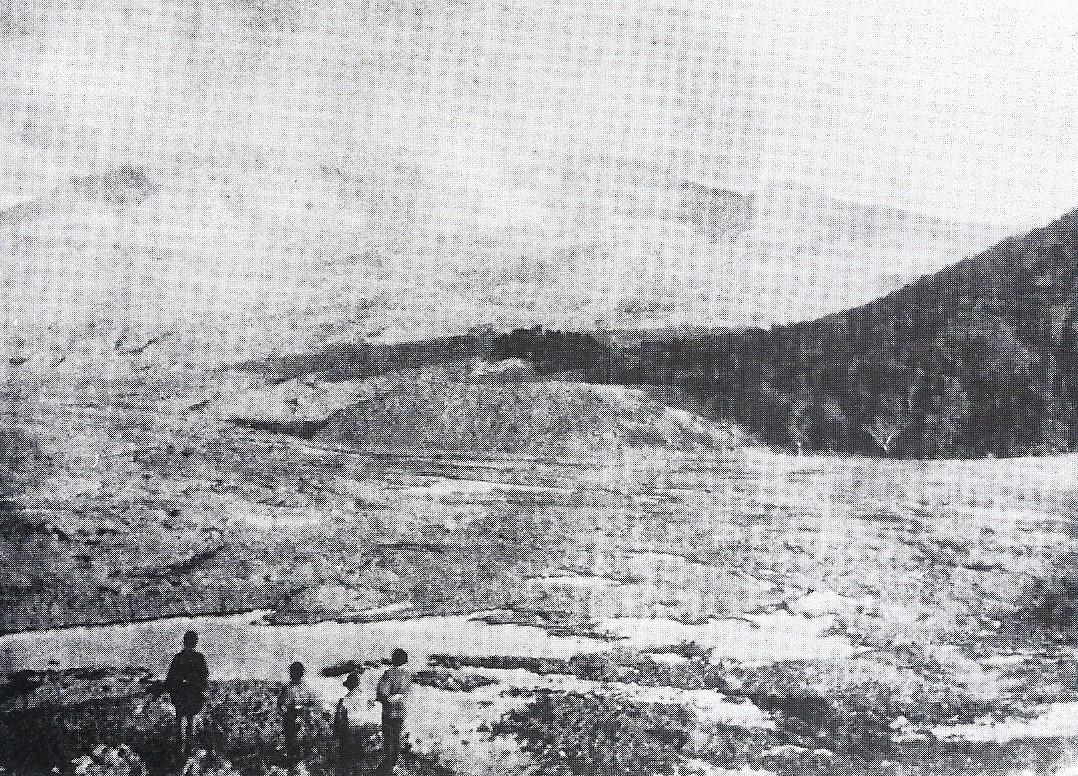
遭到磐梯山噴發出的岩屑掩埋的雄子澤聚落（原檜原村 (福島縣)）

明治22年（1889年），日本實施町村制，並在境內設置北山村、大鹽村與檜原村。昭和29年（1954年）3月31日，北山村、大鹽村與檜原村合併成現今的北鹽原村。
2011年3月11日的日本東北地方太平洋近海地震在北鹽原村引發震度4的地震，並造成當地聯外的交通道路國道459號出現受損。

## 行政
現任村長遠藤和夫於2024年8月在選舉中以自動當選的方式成功連任，其任期將持續至2028年9月。

## 人口
北鹽原村的人口總數在1955年時達到最高峰5468人，之後便開始逐年減少。雖然當地的總人口數在1985年至1995年間因大型飯店等旅遊設施在村內設置而略為增加，但之後受到泡沫經濟的影響而持續下滑，至2020年時僅剩2556人。而根據2020年的日本國勢調查統計，當地的高齡人口占比為37.1%，遠高於福島縣和日本全國的平均值。
| 北鹽原村人口分布圖 |                                                 |  |
| 北鹽原村與日本全國年齡別人口分布比較圖 （2005年資料） | 北鹽原村的年齡、男女別人口分布圖 （2005年資料） |  |
| ■紫色是北鹽原村 ■綠色是全国 | ■藍色是男性 ■紅色是女性                         |  |
| 北鹽原村人口變化 \| 1970年 \| 4,287人 \| \| \| 1975年 \| 4,010人 \| \| \| 1980年 \| 3,869人 \| \| \| 1985年 \| 3,749人 \| \| \| 1990年 \| 3,812人 \| \| \| 1995年 \| 3,859人 \| \| \| 2000年 \| 3,644人 \| \| \| 2005年 \| 3,475人 \| \| \| 2010年 \| 3,185人 \| \| \| 2015年 \| 2,831人 \| \| \| 2020年 \| 2,556人 \| \| |                                                 |  |
| 資料來源：日本總務省統計中心提供之人口普查數據 |                                                 |  |
| 1970年 | 4,287人                                         |  |
| 1975年 | 4,010人                                         |  |
| 1980年 | 3,869人                                         |  |
| 1985年 | 3,749人                                         |  |
| 1990年 | 3,812人                                         |  |
| 1995年 | 3,859人                                         |  |
| 2000年 | 3,644人                                         |  |
| 2005年 | 3,475人                                         |  |
| 2010年 | 3,185人                                         |  |
| 2015年 | 2,831人                                         |  |
| 2020年 | 2,556人                                         |  |

## 經濟

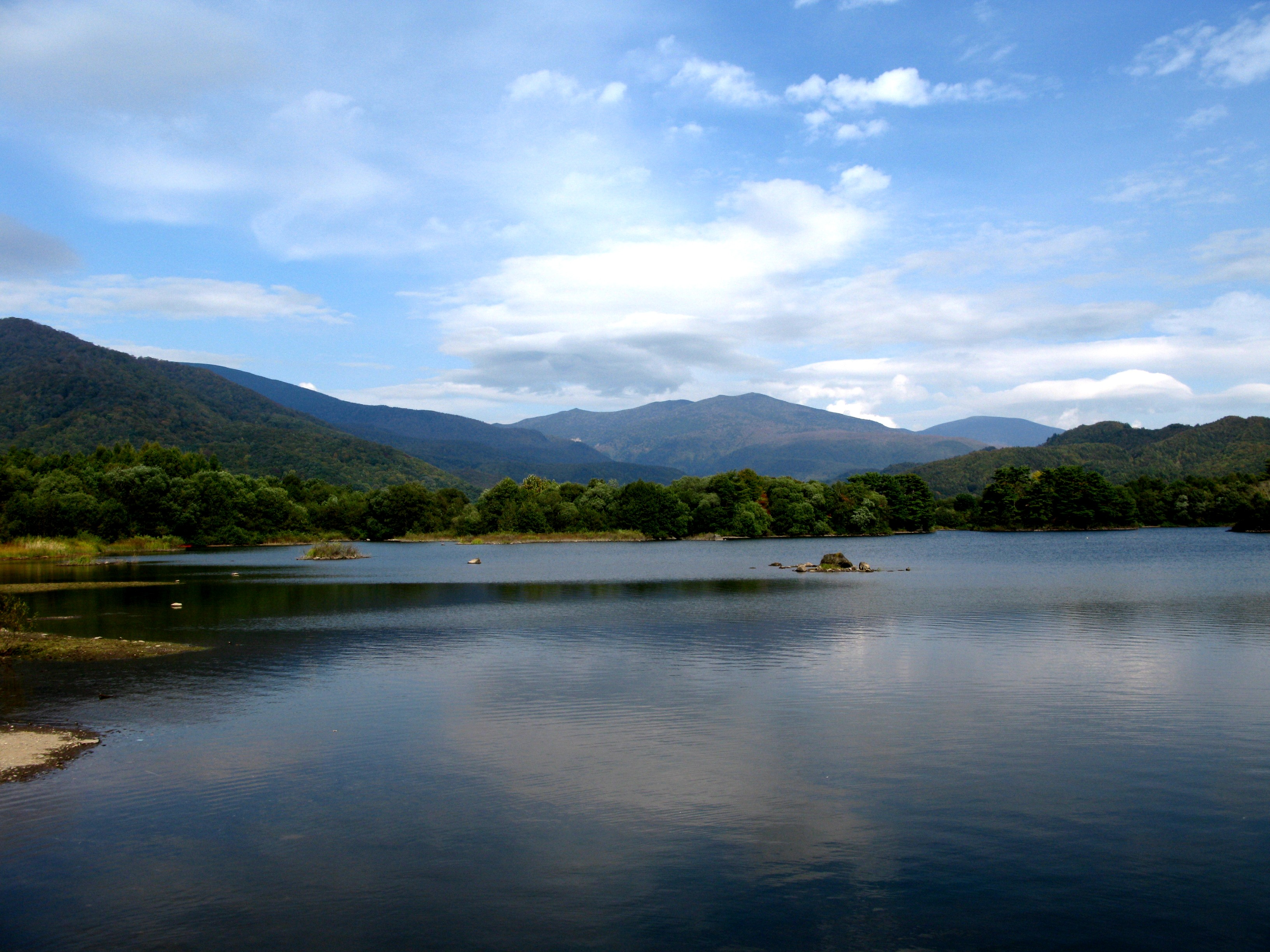
冬季盛行冰釣的小野川湖

根據日本2020年的國勢調查統計，北鹽原村的就業人口中有13.5%從事第一級產業，19.7%的就業人口從事第二級產業，其餘的66.8%則從事第三級產業。當地的就業人口多從事服務業與農林漁業。坐落於大鹽地區的製鹽工廠會利用當地的溫泉製作山鹽，而裏磐梯地區則盛行滑雪和西太公魚的冰釣。由於五鹽原村內擁有五色沼、檜原湖等自然景觀，因此吸引許多遊客前來。根據統計，2007年至2019年，當地每年約有241萬至301萬名遊客到訪。而在當地住宿的觀光客多來自關東地方的東京都與神奈川縣等地。

## 教育
北鹽原村內共有2所小學校與2所中學校。根據2024年5月的統計，村內共有73名小學生和54名中學生。

## 交通
國道459號以東西向穿越北鹽原村的南部地區，為當地重要的交通幹道之一。

## 友好城市
北鹽原村與以下外國行政區為友好姊妹城市:
| 國家   | 城市             | 締結日期      |
| ------ | ---------------- | ------------- |
| 新西兰 | 圖朗伊（陶波郡） | 1997年11月7日 |